# DMG Mori AG
DMG Mori AG — немецкий станкостроительный холдинг, специализирующийся на разработке и продаже станков с ЧПУ, технологиями фрезерной, токарной, ультразвуковой и лазерной обработки. Специализируется на рынок для аэрокосмической промышленности, автомобилестроения, добычи полезных ископаемых и металлургии, медицины. Головной офис расположен в городах Бильфельд и Нагои, а офисы продаж расположены в 157 точках, в 79 странах.
Дочерняя компания японской компании DMG Mori Seiki.

## История

### Gildemeister
1 октября 1870 года слесарь Фридерих Гильдемейстер основал «Станкостроительный завод Gildemeister & Comp». В течение десятилетий, завод в Бильфельде расширился и включил несколько производственных цехов.
В 1899 году — компания из партнерской формы организации перешла в общество с ограниченной ответственностью и достигла капитализации в 1 миллион золотых марок.
В 1950 году — Gildemeister стал публичной компанией.
К концу 1969 года — компания стала акционерным обществом с большим количеством акционеров.
В 1976 году — в компании работали около 100 сотрудников.

### DMG
В декабре 1920 года пять инженеров города Пфронтен основали фабрику «Mayr, Hoermann & Cie. GmbG», по первым буквам имен основателей Mayr и Hoermann появилось название «Maho», которое используется в качестве краткой формы обозначения компании. В 1970 году — компанию возглавляет сын умершего президента компании Вернер Бабель. Он переименовывает компанию в «Maho Werkzeugmaschinenbau Babel & CO.»
В 1903 году Фридрих Декель совместно с Кристианом Брунсом основали Deckel GmbH в Мюнхене. Впоследствии Кристиан Брунс покинул компанию. В конце 1950-х годов — Deckel GmbH начала производство высокоточных фрезерных станков серии FP.
В 1993 году Maho AG объединилась с компанией Deckel и стала называться Deckel-Maho AG. Deckel-Maho AG подписывает партнерство с группой компаний Gildemeister.
В 1994 году — Deckel-Maho AG объявляет о банкротстве и его выкупает компания Gildemeister. Объединение компаний получило название DMG (Deckel MAHO Gildemeister AG).
В 2001 году компания выкупила мажоритарную часть акций компании Sauer GmbH & Co., что позволило DMG разработать станки с применением ультразвуковой обработки силикона, керамики и стекла.
В 2003 году DMG открыл в Шанхае первый завод за пределами Европы.
В 2005 году компания закончила свое слияние и стала называться DMG Europe Holding GmbH. Головной офис был расположен в городе Клаус в Австрии.
В 2007 году компания DMG представила свои разработки в сфере солнечных панелей SunCarrier.

### Сотрудничество Gildemeister и Mori Seiki
В 1948 году японской семьей Мори основан станкостроительный концерн Mori Seiki.
В 2009 году Mori Seiki заключила стратегическое партнерство с компанией Gildemeister, создав организацию DMG Mori Seiki. Сотрудничество включало в себя производство и разработку станков, исследования, продажи и послепродажное обслуживание. Бренд DMG-Mori Seiki был представлен в 7 партнерских странах: Тайвань, Таиланд, Индонезия, Турция, Япония, Южная Корея и Австралия.
В 2012 году DMG Mori Seiki открыл совместный технологический центр в Таиланде.
В 2013 году пооявился единый бренд DMG Mori. Компания Gildemeister сменило название на DMG Mori Seiki AG. Компания Mori Seiki сменило название на DMG Mori Seiki Co. Ltd. В июне 2015 года — компания DMG Mori Seiki AG сменило свое название на DMG Mori AG, а компания DMG Mori Seiki Co. Ltd поменяло свое имя на DMG Mori Co. Ltd в соответствии с договором о слиянии.

## Продукция компании

### Токарная обработка
Компания DMG Mori выпускает высокоточные и инновационные станки с ЧПУ для токарной обработки деталей для авиастроения, автомобильной промышленности и медицинских нужд. Токарные станки представлены в четырёх видах: универсальная токарная обработка, токарно-фрезерная обработка, вертикальные промышленные токарные станки и горизонтальные промышленные токарные станки. Каждый из видов станков включают в себя несколько серий, которые также включают в себя несколько моделей станков. Станки могут быть персонализированы под нужды заказчиков.

### Фрезерная обработка
Компания DMG Mori выпускает фрезерные станки с ЧПУ для вертикальной, горизонтальной и пятиосевой обработки деталей. Станки применяются в создании штамповочных форм, а также в аэрокосмической, медицинской и автомобильной промышленности.

### Ультразвуковая обработка
Компания DMG Mori выпускает станки с ЧПУ с ультразвуковой обработкой для работы со специфичными материалами, преимущественно медицинского характера. Серия ультразвуковых станков называется Ultrasonic. Станки Ultrasinc представлены четырьмя сериями: linear, Universal/monoBlock, eVo и Gantry/Portal. Каждая серия имеет свои особенности, предназначенные для обработки деталей различных размеров и материалов.

### Аддитивные технологии
Компания DMG Mori производит станки с применением аддитивных технологий. Особенностью этого станка является отсутствие износа инструмента из-за бесконтактной обработки. Станки серии Lasertec представлены пятью моделями с особенностями в обработке деталей. Серия Lasertec Shape предназначена для гравировки тонких контуров и мелких полостей для пресс-форм, а также надписей. Серия Lasertec PrecisionTool предназначена для пост-обработки деталей, где традиционная обработка не достигает нужной точности. Серия Lasertec PowerDrill предназанчена для лазерного сверления отверстий, преимущественно на лопастях турбин и других компонентах аэрокосмической отрасли. Серия Lasertec 3D предназначена преимущественно для комбинирования различных видов материалов и нанесения материалов на деталь для ремонта при помощи лазерной наплавки через сопло подачи порошка. Lasertec SLM предназначена для наращивания деталей из порошка различных металлов в специальной порошковой камере.

### Шлифовальная технология
Компания DMG Mori производит шлифовальные станки с ЧПУ для многозадачного шлифования внешних и внутренних элементов продукции.

### Системы автоматизации
Компания DMG Mori производит системы автоматизации для своих продуктов: решения для подачи и накопления палет, а также готовые решения по автоматизации, стандартизированные модули для станков, позволяющие станку увеличить автономность в обработке деталей.

### Периферийные устройства
Компания предоставляет комплексные решения по модернизации станков в категориях процесса обработки, загрузки, измерения и мониторинга. DMG Mori предоставляет услуги удаленного сервиса NETservice, разработки, персонализации и адаптации программного обеспечивания CELOS.

### Сервисное обслуживание
Компания DMG Mori занимается обслуживанием станков, продажей оригинальных запчастей, круглосуточной технической поддержкой.

## DMG Mori Россия

### Локальное производство в России
Компания DMG Mori открыла станкостроительный завод в Ульяновске в 2015 году. На территории завода располагается парк энергетических решений, позволяющий покрывать около 10 % энергозатрат завода. Завод имеет собственный инженерно-конструкторский отдел и центр технологических решений площадью 640 м², где демонстрируются станки для потенциальных покупателей. Производственная мощность завода составляет около 1200 станков в год и шпинделей около 600 в год.
Уже при открытии завода санкции ЕС запрещали поставлять оборудование и технологии для российского военно-промышленного комплекса России, в то время как заказчиком ульяновского завода являлась госкорпорация «Ростех», работающая на российский ВПК. В марте 2022 года, после начала полномасштабного вторжения России в Украину, компания объявила об остановке работы завода в Ульяновске, однако он продолжает производство под руководством фактически того же собственника. Станки компания продаёт через связанные с ней фирмы.
В сентябре 2023 года Украина внесла DMG Mori за нарушение санкций в список «международных спонсоров войны».

### Статус локального производителя
30 сентября 2016 года был подписан специнвестконтракт между Министерством промышленности и торговли РФ, Правительством Ульяновской области и Ульяновским станкостроительным заводом DMG Mori. Контракт обеспечивает компании DMG Mori статус Российского производителя и равные конкурентные условия работы с Российскими компаниями на станкостроительном рынке Российской Федерации. Контракт определяет: инвестиционные обязательства в виде инвестиций в Ульяновский станкостроительный завод в размере 10 млн евро к уже инвестированным 70 млн евро; цены фиксированные в рублях, короткие сроки поставки и отсутствие таможенных пошлин; стратегию локализации DMG Mori, которая ставит цель по локализации станков 70 % к 2021 году, а также делает фокус на российских партнеров, поставщиков комплектующие.
C 17 июля 2014 года ООО «Ульяновский станкостроительный завод» является членом Российской ассоциации производителей станкоинструментальной продукции «Станкоинструмент».

### Линейка продуктов российского производства
Ульяновский станкостроительный завод DMG Mori выпускает станки серии Ecoline, 3D-панель для управления станками серии Ecoline и 5-осевой фрезерный станок с ЧПУ DMG Mori DMU50. Серия Ecoline включает 5 моделей станков: 2 универсальных токарных станков с ЧПУ, 2 вертикальных обрабатывающих центра с ЧПУ и 5-осевой обрабатывающий центр с ЧПУ.

### Академия DMG Mori Россия
В составе концерна действует учебное подразделение Академия DMG Mori, основанное в 1987 году. Академия взаимодействует с организациями, ведущие подготовку профессиональных кадров для машиностроения и других смежных отраслей. Более 4000 образовательных учреждений по всему миру являются партнерами Академии DMG Mori.
На базе учебных партнерских центров Академии проводится обучение студентов, практическая подготовка и повышение квалификации специалистов работе с высокотехнологичным оборудованием с ЧПУ.
DMG Mori является глобальным индустриальным партнером чемпионатов WorldSkills International и WorldSkills Europe, а также официальным партнером многих стран, в том числе WorldSkills Russia, WorldSkills Belarus и WorldSkills Kazakhstan по компетенциям «Токарные работы на станках с ЧПУ», «Фрезерные работы на станках с ЧПУ», «Командная работа на производстве», «Полимеханика и автоматика» и «Изготовление пресс-форм и штампов».